# Union des comités de mères de soldats de Russie
L'Union des comités de mères de soldats de Russie (en russe : Союз комитетов солдатских матерей России) est une ONG russe qui agit pour la défense des droits de l'homme au sein de l'armée russe. Elle a été créée en 1989 sous le nom de Comité des mères de soldats de Russie (Комитет солдатских матерей России), et constitue aujourd'hui une des principales organisations de la société civile en Russie. 
Son actuelle secrétaire générale est Valentina Melnikova.  

## Action
Leur rôle est double : aider les jeunes qui sont appelés au service militaire et leur famille pour leur faire connaître leurs droits et pour les faire respecter ; militer pour une réforme militaire qui supprimerait la conscription obligatoire au profit d'une armée de métier.
Voici quelques-uns des problèmes concrets que les Mères de soldats prennent en charge :
1. Protéger les appelés souffrant de pathologies et qui sont appelés au service militaire. En Russie, il existe un décret reprenant la liste des maladies incompatibles avec l’armée;  mais ces textes ne sont pas toujours accessibles à la population, notamment en milieu rural. L'association a obtenu, au début de son activité, un exemplaire de la liste de pathologies permettant l'exemption d'un soldat. À partir de ce moment-là, la défense de soldats malades a été plus facile, notamment grâce à des liens établis avec certains médecins militaires, mais les autorités militaires rechignent souvent à appliquer les règles et à examiner scrupuleusement les conscrits[2].
2. Protéger les soldats souffrant de mauvais traitements, de la part des soldats plus âgés comme des officiers. Ces mauvais traitements connus sous le terme de Dedovchtchina (дедовщина) sont aussi bien physiques que psychologiques et entraînent parfois des mutilations, voire la mort du conscrit (du fait des blessures ou par suicide)[3],[4]. Au début des années 2000, Valentina Melnikova estimait que, en temps de paix, 2 500 à 3 000 conscrits mouraient chaque année en Russie[5]. Lorsque le Comité est alerté par les familles des soldats, il arrive souvent à obtenir le transfert du soldat dans une autre unité militaire ou sa démobilisation. En 1990, le comité obtient que Gorbatchev crée par oukase une commission chargée d'enquêter sur les décès et les mauvais traitements et où siègent les Mères[6].
3. Défendre les déserteurs. Il n’est pas rare que des jeunes appelés victimes de la Dedovchtchina fuient l’armée. Si elles fuient, elles sont alors considérées comme des déserteurs et risquent de lourdes peines d’emprisonnement. Avant la création du Comité, les fugitifs devaient vivre dans la clandestinité et certains ont continué à le faire[7]. Le comité les invite à venir aux permanences afin d’examiner leur dossier et d’obtenir une démobilisation ou une affectation dans une autre unité militaire. Il n'était pas rare, pour les membres du comité, au début des années 1990, d’accueillir des jeunes à leur domicile mais la demande s’est intensifiée et il a fallu trouver une solution collective pour l'ensemble de ces soldats. Le Comité des mères de soldats a réussi à faire admettre qu'un soldat qui s'enfuit de son unité pour cause de mauvais traitements ne soit jamais renvoyé dans la même unité - même si, en réalité, les militaires enfreignent souvent ce principe si le Comité n'intervient pas. En 1990, une unité militaire spécifique, appelée "point de rassemblement", a été créée, sur l'initiative du Comité des Mères de soldats. Cette caserne spécifique, située à Moscou, accueille les soldats qui ont déserté leur unité, le temps que leur dossier soit examiné, ce qui permet de les mettre à l'abri de brimades et de leur apporter un soutien médical, juridique et psychologique. Le Comité des mères de soldats a réussi à modifier la loi sur le service militaire, pour qu'un soldat désertant parce que son intégrité physique ou psychique est en danger ne soit pas poursuivi en justice[8]. Le comité défend aussi les droits des objecteurs de conscience[9].
4. Informer les futurs appelés et leurs familles sur leurs droits et suivre la régularité des procédures d'incorporation. Lors de l'intervention militaire au Tadjikistan, le comité obtient une loi stipulant que les conscrits doivent avoir souscrit un contrat d'engagement volontaire pour pouvoir effectuer leur service à l'étranger. Toutefois de fortes pressions sont exercées pour contraindre à cet engagement[10].
5. Aider les soldats démobilisés blessés ou malades à obtenir des compensations financières, des soins, des prothèses...

## Impact médiatique
Valentina Melnikova, professeur en géologie à l'Université d'État de Moscou, a créé le comité en 1989, pendant la guerre soviétique en Afghanistan.
En 1992, la presse donne un grand écho à l'organisation par les mères du rapatriement aérien des conscrits victimes du scandale dit de « l'Île russe » et en grand danger dû aux manques de soins et de nourriture.
Le Comité des mères de soldats s'est fait connaître en Occident à partir de la première guerre de Tchétchénie de 1994-1996. Les images des mères allant chercher leur fils soldats ou prisonniers dans la région en guerre ont été largement diffusées. L'intervention du Comité au moment des deux guerres en Tchétchénie a été également politique, contre la poursuite de la guerre et contre l'envoi de conscrits aux combats. Le comité a obtenu en 1997 l'amnistie des déserteurs y compris des disparus et prisonniers considérés par l'armée comme déserteurs,.
C'est aussi à ce moment-là que près de 200 Comités des mères de soldats ont été créés en province. Il existe également des Comités indépendants, tels que l'organisation des Mères de soldats de Saint-Pétersbourg.
En 2004, l'Union des Comités des mères de soldats de Russie a créé le Parti populaire uni des mères de soldats (Единая Народная Партия Солдатских матерей). Toutefois, la réglementation électorale - demandant aux partis de réunir 50 000 adhérents minimum - ne lui a toujours pas permis de participer à des élections, du moins de manière autonome. Le problème de l'armée, de la violence et de l'arbitraire qui y règnent, ainsi que de la mission impossible dont elle a été chargée depuis 1994 en Tchétchénie, «est une question centrale pour le pays», et si celui-ci n'est pas résolu, il est illusoire de parler de démocratie en Russie, estime une des responsables de l'organisation.
Dans La Russie selon Poutine, Anna Politkovskaïa interrogeait : « Que penser d'une armée dont les officiers sont unis dans leur haine commune des mères de soldats, parce qu'il arrive parfois, quand le scandale va trop loin, que ces mères s'insurgent, qu'elles exigent des explications à la mort de leurs fils et demandent le châtiment des coupables ?»
« L’armée n’est toujours pas une école de courage, mais une école d’humiliations et de tortures. »  dit-on au Comité des mères de soldats de la région de Nijni-Novgorod.
En 2014, le Comité des mères de soldats de Russie dénonce le manque d’information officielle sur les soldats morts et disparus lors des combats en Ukraine. Ella Poliakova, présidente du Comité des mères de soldats de Saint-Pétersbourg, parle à ce sujet « d'invasion ». Cette organisation de Saint-Pétersbourg a subi de nombreuses pressions. D'août 2014 à octobre 2015, elle a été déclarée « agent de l’étranger » par la Justice russe,,. Ludmila Bogatenkova a été l’une des premières à apporter des témoignages sur les soldats russes blessés et morts à l’hôpital de Rostov-sur-le-Don, après avoir été évacués d'Ukraine. Elle aidait également les militaires russes qui refusaient de se rendre en Ukraine. Accusée de fraude, elle est interpellée en août 2014. Toutefois, le centre pénitentiaire de la région refuse de la recevoir en raison de son état de santé. Le siège du comité des « Mères de soldats » qu’elle préside à Stavropol, au sud de la Russie, est fouillé. 
Sous Vladimir Poutine, le pouvoir favorise la création de « comités de parents de soldats » pour encourager la collaboration entre la société et l’armée et affaiblir la position critique et militante des comités de mères de soldats, les parents ne faisant pas toujours la distinction entre les organisations. Le ministère de la Défense a demandé aux gouverneurs des régions et républiques de la fédération de Russie de financer le transport et le séjour à Moscou des mères venant de leurs circonscriptions pour assister au congrès de ce mouvement fantoche.

## Guerre en Ukraine
Les premiers jours de l'invasion de l'Ukraine par la Russie en 2022, le gouvernement ukrainien invite les mères de soldats russes capturés sur son territoire à venir les chercher. Le président Volodymyr Zelensky déclare ensuite dans une vidéo diffusée sur Telegram « Je veux le dire encore une fois aux mères russes. Particulièrement, aux mères de conscrits. N’envoyez pas vos enfants à la guerre dans un pays étranger.
Vérifiez où est votre fils. Et si vous avez le moindre soupçon que votre fils pourrait être envoyé à la guerre contre l’Ukraine, agissez immédiatement » pour empêcher qu’il soit tué ou capturé. L'Union des comités de mères de soldats déplore : « Nous sommes pieds et poings liés par les nouvelles lois interdisant la collecte d’informations sur l’armée russe. » Elle refuse ensuite de parler à la presse occidentale.
En mai 2022, selon Valentina Melnikova citée par la chaîne CNN, des soldats et des officiers ont démissionné en raison de leur état moral et psychologique ou par conviction. La Direction ukrainienne du renseignement a rapporté en avril 2022 que dans plusieurs unités russes, en particulier la 150e division de fusiliers motorisés de la 8e armée du district militaire sud, jusqu'à 60% à 70% des soldats refusaient de servir. Ces chiffres sont difficilement vérifiables.
De plus en plus de jeunes évitent la conscription par des stratégies frauduleuses : pot-de-vin à des employés d'administrations, mariage blanc avec des mères célibataires, documents falsifiés parfois fournis par des entreprises spécialisées… D'autres fuient le pays.
L'hebdomadaire Franc-Tireur dénonce la tentative d'achat par la Russie de Poutine du silence des mères des victimes du conflit en offrant de fortes sommes aux familles des tués et des blessés et de multiples avantages financiers aux combattants.
Si, lors de la mobilisation russe de septembre 2022, sur les 200 branches régionales de l'Union il n’en reste qu’une trentaine qui sont actives, la relève est prise par des organisations de juristes. Ceux-ci, malgré les menaces qui pèsent sur eux, conseillent les mobilisés, qui le sont souvent à tort.

### D'autres défenseurs des soldats
En mai 2022, Mikhail Benyash, un avocat russe, explique que lui et ses équipes suivent et conseillent déjà « des centaines et des centaines » de soldats qui refusent de combattre et n'encourent que de faibles peines,. Les condamnations consistent en des licenciements. En effet, elles sont prononcées pour insubordination et non pour trahison car officiellement, l'invasion n'est pas une guerre mais une « opération spéciale ». Des documents de l’administration de la Défense russe confirment le limogeage de « plusieurs centaines de militaires ». Un tribunal russe de la région de Kabardino-Balkarie confirme le 25 mai 2022 le licenciement de 115 soldats ayant contesté leur renvoi de l’armée.
La législation russe prévoit une peine de 10 ans de prison pour l’abandon de devoirs assermentés. Néanmoins, les déserteurs peuvent échapper aux poursuites criminelles en prouvant qu’ils ont agi « sous une forte pression » ou « si des problèmes personnels les poussent à fuir ». Ils peuvent revendiquer « le droit de refuser des ordres qu’ils pensent illégaux ».
L'avocat Mikhail Benyash est poursuivi pour avoir « discrédité les forces armées de Russie » sur YouTube.
Maxim Grebenyuk est un ancien militaire russe. Il a servi dans la Flotte du Nord puis comme juriste de l’armée. Devenu avocat, il crée la page Médiateur militaire, forte, en juin 2022, de 12 992 fans sur le réseau social VKontakte. Il défend gratuitement les réfractaires à l'invasion de l'Ukraine dont la soixantaine de militaires de Pskov qui ont désobéi en avril 2022. Il s'occupe aussi d'obtenir le droit à une alimentation correcte pour les soldats et à des soins pour les blessés.
Le reporter Mikhaïl Afanasyev est arrêté après avoir médiatisé le cas de onze Gardes nationaux contestataires en Sibérie. Il est poursuivi pour avoir propagé de « fausses informations » et encourt ainsi une peine pouvant aller jusqu’à quinze ans de prison.